# Fänstjärnen
Fänstjärnen är en sjö i Torsby kommun i Värmland och ingår i Göta älvs huvudavrinningsområde. Sjön är 11,6 meter djup, har en yta på 0,133 kvadratkilometer och är belägen 309,1 meter över havet.

## Delavrinningsområde
Fänstjärnen ingår i det delavrinningsområde (670655-136058) som SMHI kallar för Mynnar i Göta älvs vattendragsyta. Medelhöjden är 310 meter över havet och ytan är 46,03 kvadratkilometer. Räknas de 5 avrinningsområdena uppströms in blir den ackumulerade arean 139,01 kvadratkilometer. Värån (Mörtsjöbäcken) som avvattnar avrinningsområdet har biflödesordning 2, vilket innebär att vattnet flödar genom totalt 2 vattendrag innan det når havet efter 408 kilometer. Avrinningsområdet består mestadels av skog (83 procent) och sankmarker (13 procent). Avrinningsområdet har 0,13 kvadratkilometer vattenytor vilket ger det en sjöprocent på 0,3 procent.